# Brett Bulmer
Brett Bulmer (* 26. April 1992 in Prince George, British Columbia) ist ein kanadischer Eishockeyspieler, der seit Januar 2024 bei den Indy Fuel aus der ECHL unter Vertrag steht und dort auf der Position des Flügelstürmers spielt. Zuvor absolvierte Bulmer unter anderem 17 Partien für die Minnesota Wild in der National Hockey League (NHL).

## Karriere
Bulmer verbrachte seine Juniorenzeit zwischen 2009 und 2012 bei den Kelowna Rockets in der Western Hockey League (WHL). Während dieser Zeit wurde der Stürmer im NHL Entry Draft 2010 von den Minnesota Wild aus der National Hockey League (NHL) in der zweiten Runde an 39. Stelle ausgewählt. Nachdem er zum Ende der Saison 2010/11 bei den Houston Aeros aus der American Hockey League (AHL) und zu Beginn der Saison 2011/12 bei Minnesota in der NHL erste Erfahrungen im Profibereich gesammelt hatte, kehrte er noch einmal in den Juniorenbereich zurück und beendete sein letztes WHL-Jahr in Kelowna.
Zum Ende der Spielzeit 2011/12 stand Bulmer erneut im AHL-Kader Houstons und war bis zum Sommer 2016 fester Bestandteil des Farmsystems der Minnesota Wild, bei denen er in den Spieljahren 2013/14 und 2015/16 weitere Einsatzminuten in der NHL sammelte. Nachdem sein Vertrag im Sommer 2016 nicht verlängert worden war, fand der Stürmer erst Ende Oktober im finnischen Traditionsklub Ilves Tampere einen neuen Arbeitgeber. Dort stand er bis Anfang Februar 2017 unter Vertrag, ehe er bis zum Saisonende zum ERC Ingolstadt aus der Deutschen Eishockey Liga (DEL) wechselte.
Anschließend kehrte Bulmer nach Nordamerika zurück und verbrachte eine Saison bei den Florida Everblades in der ECHL, mit denen er die Finalserie um den Kelly Cup erreichte. Dort unterlagen die Everblades im entscheidenden siebten Spiel den Colorado Eagles. Danach wechselte der Stürmer im Spätsommer 2018 wieder nach Europa. Dort lief er zunächst für den schottischen Klub Fife Flyers in der britischen Elite Ice Hockey League (EIHL) auf, ehe es ihn zur folgenden Spielzeit zum englischen Ligakonkurrenten Nottingham Panthers zog. Bulmer verließ die Panthers bereits im Februar 2020 und lief bis zum Ende des Spieljahres 2019/20 für den EHC Freiburg in der DEL2 auf. Die Saison 2020/21 verbrachte der Kanadier ebenfalls in Deutschland. Er spielte für die Hannover Indians in der drittklassigen Oberliga, wo er am Saisonende zum Spieler des Jahres der Nord-Gruppe ernannt wurde, nachdem er der beste Torschütze der Gruppe gewesen war. Daraufhin verpflichtete ihn im Sommer 2021 der niederländische Spitzenklub Tilburg Trappers, der ebenfalls am Spielbetrieb der Oberliga teilnahm.
Im September 2022 wurde Bulmer von den Fort Wayne Komets aus der ECHL verpflichtet. Jedoch ohne ein Spiel zu absolvieren, wurde er nur einen Monat später suspendiert und aus seinem Vertrag entlassen. Er kehrte daraufhin im November zu den Tilburg Trappers zurück und beendete dort die Spielzeit. Im Januar 2024 wechselte der Kanadier zurück nach Nordamerika, als er sich den Indy Fuel aus der ECHL anschloss.

## Erfolge und Auszeichnungen
- 2021 Bester Torschütze der Oberliga Nord
- 2021 Spieler des Jahres der Oberliga Nord

## Karrierestatistik
Stand: Ende der Saison 2023/24
(Legende zur Spielerstatistik: Sp oder GP = absolvierte Spiele; T oder G = erzielte Tore; V oder A = erzielte Assists; Pkt oder Pts = erzielte Scorerpunkte; SM oder PIM = erhaltene Strafminuten; +/− = Plus/Minus-Bilanz; PP = erzielte Überzahltore; SH = erzielte Unterzahltore; GW = erzielte Siegtore; 1 Play-downs/Relegation; Kursiv: Statistik nicht vollständig)